# Antun Bonačić
Antun Bonačić, ps. Tonči, (ur. 12 czerwca 1905 w Splicie  – zm. 25 września 1948), chorwacki piłkarz, występujący na pozycji lewego pomocnika. Był jednym z zawodników najbardziej utalentowanej generacji przedwojennego Hajduka Split.
Był członkiem słynnej ekipy prowadzonej przez słynnego trenera, "Mistrza znad morza", Lukę Kaliternę. Bonačić wraz z drużyną zdobył wtedy dwa tytuły mistrza Jugosławii w roku 1927 i 1929. Ogółem w barwach Hajduka zagrał 174 meczach, w roku 1926 osiągnął 100 występów w barwach Hajduka.
Występował na lewej stronie boiska, dysponował świetnymi umiejętnościami technicznymi, bardzo dobrze strzelał, w pamięci ówczesnych kibiców zachował się między innymi dzięki bardzo eleganckiej i finezyjnej grze. W roku 1931 przeniósł się do francuskiego zespołu Olympique Marsylia, gdzie grał aż do roku 1933, w którym zakończył piłkarską karierę. Osiadł na stałe w Zagrzebiu, gdzie zdobył tytuł magistra ekonomii na uniwersytecie zagrzebskim.
- Hajduk Split, 1921 - 1931
- Olympique Marsylia, 1931 - 1933

Jednokrotnie wystąpił w reprezentacji B (1928), wystąpił w siedmiu meczach reprezentacji Jugosławii, gdzie strzelił dwa gole. Zadebiutował w reprezentacji 28 września 1924 w Zagrzebiu, w meczu przeciwko Czechosłowacji przegranym przez Jugosławię 0:2. W reprezentacji w tym czasie występował bramkarz Hajduka Split, Dragutin Friedrich. Powołany jako bramkarz rezerwowy na ten mecz był także drugi bramkarza Hajduka, posiadający obywatelstwo włoskie Ottmar Gazzari. Ostatni raz w reprezentacji wystąpił 25 października 1931 w Poznaniu w towarzyskim meczu przeciwko Polsce przegranym 3:6. Swoje dwie bramki zdobył w wygranych przez reprezentację dwóch meczach, z których każdy rozgrywany był z Rumunią.
Bonačić zginął tragicznie zastrzelony przez jugosłowiańskich żandarmów, zatrzymany na nielegalnym przekraczaniu granicy z Włochami.
- 1. 28 września 1924, Zagrzeb, Jugosławia - Czechosłowacja 0:2
- 2. 10 maja 1927, Bukareszt, Rumunia - Jugosławia 0:3
- 3. 31 lipca 1927, Belgrad, Jugosławia - Czechosłowacja 1:1
- 4. 28 czerwca 1929, Zagrzeb, Jugosławia - Czechosłowacja 3:3
- 5. 28 października 1929, Praga, Czechosłowacja - Jugosławia 4:3
- 6. 4 maja 1930, Belgrad, Jugosławia - Rumunia 2:1
- 7. 25 października 1931, Poznań, Polska - Jugosławia 6:3